# William Rimmer
William Drake Rimmer (Southport, 1862 – aldaar, 9 februari 1936) was een Brits componist, dirigent en kornettist. Voor bepaalde werken gebruikte hij het pseudoniem: Eugene Damare. Hij is een broer van Robert Rimmer en een oom van de componist Drake Rimmer. 

## Levensloop
Rimmer werd geboren in een muzikale familie. Zijn vader was dirigent van het militaire harmonieorkest Lancashire Volunteer Rifles en bevestigde zijn zonen William en Robert muziek te gaan studeren. Op 15-jarige leeftijd werd William als slagwerker lid van de Southport Rifle band, maar wisselde al spoedig op kornet. Later werd hij lid van de bekende brassband Besses o’ th’ Barn en diens dirigent Alex Owen maakte hem tot een van de beste kornettisten van Engeland. Hij werd als solist uitgenodigd door de toenmalige top-brassbands. Hij richtte zich in toenemende mate op dirigeren en componeren. 
Als dirigent stond hij toen voor de brassbands Irwell Springs, Cossages Soap Works, Wingates Temperance, Black Dyke Mills, Hebden Bridge, King Cross, Pemberton Old, Rochdale Public, Besses o' th' Barn en Fodens Motor Works. Tussen 1905 en 1909 dirigeerde hij de winnende brassbands tijdens de Britse kampioenschappen in de Londense "Crystal Palace" en in de "Belle Vue" in Manchester. In 1909 bij de British Open Brass Band Championship te Manchester dirigeerde hij vijf van de zes winnende brassbands. Een van zijn grote leerlingen is Harry Mortimer. In 1913 werd hij editor bij de muziekuitgeverij "Wright and Round" in Liverpool. Hij was ook redacteur van het Champion Journal en later van het Brass Band News magazine. 
Na de Eerste Wereldoorlog was hij voor twee jaar dirigent van de militaire kapel van de "Southport Corporation Military Band".
Op 29 juli 2007 werd in het wekelijks radioprogramma "Sounds of Brass" door de redacteur Phillip Hunt op BBC Radio Devon aandacht geschonken aan William Rimmer als componist. 
Als componist schreef hij vooral brassbandwerken, maar ook wel bekende marsen.

## Composities

### Werken voor orkest
- Southport Belles, mars voor piccolo (of: eufonium) en orkest
- Tarantelle, voor piccolo en orkest
- The Bells of St Malo, voor eufonium en orkest
- The Coster's Wooing, voor eufonium en orkest
- Wedding Bells, gavotte voor orkest

### Werken voor brassband
- A Rustic Holiday
- Alpine Rose, voor kornet solo en brassband
- An Irish Patrol, mars
- Annie Laurie, voor kornet (bariton/eufonium) solo en brassband
- Arizona Belle
- Avenger, mars
- Black Fury, mars
- Blencathra, mars
- Bravo, the Anzacs, mars
- Cardenden, mars
- Carnival King, mars
- Chepstow, mars
- Chiming Bells
- Chivalry, wals
- Cléopatra, polka voor eufonium solo en brassband
- Click Clack, polka voor kornet (eufonium) solo en brassband
- Cross of Honour, mars (ook voor harmonieorkest)
- Dauntless, mars
- Dawn of Freedom, mars
- Deeds of Daring, mars
- Dreadnought, mars
- Eventide (Sacred Air Varie), voor kornet solo en brassband
- Faithful and Free, mars
- Farewell my Comrades, mars
- Fearless Footsteps, mars
- Flying Dutchman, mars
- For Freedom and Honour, mars
- Formidable, mars
- Forward the Guard, mars
- Galland and Gay, mars
- Garland of Classics
- Good old Days, mars
- Grenadier, mars
- Gypsy Belle, mars
- Hailstorm, Air Varies voor kornet en brassband
- Harlequin, mars
- Hercules, mars
- Heroes of Liberty, mars
- Heroique, mars
- Honest Toil, mars (ook voor harmonieorkest)
- Honour the Brave, mars
- Imperial, mars
- Impregnable, mars
- In Cellar Cool - Air and Variations, voor bastrombone en brassband
- In the Twilight, intermezzo
- Indomitable, mars
- Invicible, mars

- Ironclad, mars
- Irresistible, mars
- Jack o' The Lantern, mars
- Jenny Jones, voor tuba solo en brassband
- John Peel, mars
- Jubilant, mars
- King Carnival, mars
- King's Courier, mars
- Kings of the Air, mars
- King's Park, mars
- King's Royal Rifles, mars
- Knights of the Road, mars
- La Russe, mars
- Laird o'Cockpen, mars
- Last Rose of Summer, air varie voor kornet (bariton) en brassband
- Leviathan, mars
- Les Zephyrs, voor kornet (eufonium) en brassband
- Long Live the King, mars
- Lord of the Isles - A Scottish Rhapsody
- Lostrock Grange, mars
- Marathon, mars
- M at Ease, mars
- Marine Artillery, mars
- Men of Harlech, mars
- Middlesex Engeneers
- Military Church Parade, fantasia
- Monarch, mars
- My old Kentucky Home, voor kornet (eufonium) solo en brassband
- My Pretty Jane, voor kornet (eufonium) solo en brassband
- Norwegian Song, voor kornet solo en brassband
- Old Comrades, mars
- One of the best, mars
- Orion, mars
- Our Glorious Empire, mars
- Patriotic, mars
- Punchinello, mars
- Queen of the Earth, mars
- Queen of the South, mars
- Queen of the West, mars
- Ravenscraig, mars
- Ravenswood, mars
- Rays of Glory, mars
- Ready and Steady, mars
- Rock Lea, mars
- Rule Britannia - Ouverture
- Salome, mars
- Sergeants of the Guard, mars

- Ships with Wings, mars
- Silver Badge, mars
- Silver Showers, voor kornet solo en brassband
- Slaidburn, mars
- Soldier's Return, mars
- Sons of Victory, mars
- Sons of the Wild, mars
- Strathcona, mars
- Sundian, mars
- Territorials Own, mars
- The Ancient Marines
- The Arabian, mars
- The Australasian, mars
- The Black Dwarf
- The Black Knight, mars
- The Bostonian, mars
- The British Flag, mars
- The Cavalier, mars
- The Comet, mars
- The Commonwealth, mars
- The Cornet, mars
- The Coronation, mars
- The Cossack, mars
- The Cross of Glory, mars
- The Cycle Parade, mars
- The Eastern Belle, mars
- The Field Day, mars
- The Flirt, voor kornet solo en brassband
- The King's Cavalier, mars
- The Laurel Wreath, mars
- The North Star, mars
- The Northumbrian, mars
- The Red Gauntlet, mars
- The Royal Trophy, mars
- The Victors Return, mars
- The Viking's Daughter, ouverture
- The Virtuoso, mars
- The West Yorks, mars
- The Wizard, mars
- Three Castles Suite
- Three Days - suite
- Two Comrades, mars
- Valerous, mars
- Viva Birkinshaw (een hulde aan de toenmalige solo kornettist van de Black Dyke Mills Brass Band)
- Viva Pettee, mars
- Vivanduere, mars
- Wild Horses

### Kamermuziek
- Believe me if all those endearing young charms, voor kornet (bariton) en piano
- In Dixieland - air varie, voor kornet (eufonium) en piano
- Keel Row - air varie, voor kornet (eufonium) en piano
- Saint Germain, voor kornet (eufonium) en piano
- Silver threads among the Gold, voor kornet (eufonium) en piano
- Swanee River, voor kornet (trompet, es-hoorn, F-hoorn of trombone) en piano
- The Pilgrim, voor koperkwartet (2 trompetten, 2 trombones)
- Will ye no' come back, air varie voor kornet (eufonium) en piano